# This Is Not A Burial, It's A Resurrection
This Is Not A Burial, It's A Resurrection es una película de Lesoto filmada en colores dirigida por Lemohang Jeremiah Mosese sobre su propio guion que se estrenó el 29 de agosto de 2019 en el marco del Festival Internacional de Cine de Venecia y tuvo como actores principales a Mary Twala Mhlongo,  Jerry Mofokeng Wa, Makhaola Ndebele y Tseko Monaheng.

## Sinopsis
Es Navidad y Mantoa, una anciana que vive en una pequeña aldea ubicada entre las montañas de Lesoto, espera a su hijo, que trabaja en una mina de carbón sudafricana, que es el único miembro sobreviviente de su familia, pero le llega la noticia de que falleció en un accidente minero. En su angustia, trata de encontrar un sentido a su vida mientras crece su anhelo por la muerte y por el reencuentro con su familia. Mantoa quiere ser enterrada en el cementerio local con sus seres queridos y se apresura a dejar arreglados todos sus asuntos, sin embargo, se entera de que el pueblo debe ser forzosamente evacuado para dejar lugar a un embalse que lo dejará, al igual que el cementerio, bajo el agua. Emprende entonces la tarea de encender un espíritu colectivo de desafío dentro de la comunidad. 

## Reparto
Intervinieron en la película los siguientes intérpretes:
- Mary Twala Mhlongo
- Jerry Mofokeng Wa
- Makhetha
- Makhaola Ndebele
- Tseko Monaheng
- Siphiwe Nzima-Ntskhe
- Mary Twala

## Comentarios
El director Lemohang Jeremiah Mosese declaró a propósito de la película:

”No estoy a favor o en contra del progreso. Estoy más interesado en cuestionar los elementos psicológicos, espirituales y sociales que lo acompañan. Nuevo y viejo. Nacimiento y muerte. Una reverencia eclesiástica a la tierra. A través de los ojos de Mantoa, vemos que hay mucha oscuridad que enfrentar, pero en última instancia, esta es una historia sobre la capacidad de recuperación del espíritu humano.

Glenn Kenny  en el sitio rogerebert.com opinó:

”Me impresionaron tanto la variedad de los paisajes y climas de la película que me pregunté cómo el director Lemohang Jeremiah Mosese logró empacar tanto en menos de seis meses. Sé lo que estás pensando: es la historia del arco de Jo Van Fleet de Wild River. En cierto sentido lo es, pero en otros sentidos es mucho más. La especificidad con la que persigue sus conceptos más deslumbrantes y alucinantes es algo sorprendente. Junto con las imágenes, la partitura de Yo Miyashita y el diseño de sonido que la acompaña constituyen un desafío para el lenguaje cinematográfico occidental convencional. Es una bienvenida y necesaria, creo.